# Стеван Рачич
Стеван Рачич (серб. Стеван Рачић/Stevan Račić, 17 січня 1984, Бачка-Паланка) — сербський футболіст, нападник.

## Біографія

### Ранні роки
Рачич, який народився в Бачці-Паланці, грав у низці невеликих клубів Сербії, перш ніж прибути до Іваниці в січні 2006 року, щоб грати за місцевий клуб «Явор», з яким у 2008 році вийшов до сербської Суперліги. Після першого сезону у вищій лізі, влітку 2009 року він отримав пропозицію від південнокорейського клубу «Теджон Сітізен» і перебрався до К-Ліги. Після гри до кінця сезону на Далекому Сході, у січні 2010 року він повернувся до свого попереднього клубу, «Явора», де грав до кінця сезону 2009/10 років.
Влітку 2010 року став гравцем «Волині», але у новій команді не закріпився і до кінця року зіграв лише 4 гри у чемпіонаті України, після чого покинув команду і протягом першої половини 2011 року грав за клуб «Персіс Соло» в Індонезії, перш ніж повернутися влітку 2011 року до Сербії, щоб грати за клуб Суперліги «Ягодина».
2012 року Рачич перейшов до команди Першої ліги Чорногорії «Челік» (Никшич), де 26 серпня 2012 року Рачич забив найшвидший гол в історії Першої ліги Чорногорії у ворота «Младост» (Подгориця) лише на 12,25 секунді гри.

### «Партизані»
У червні 2014 року Рачич приєднався до албанського клубу «Партизані» (Тирана), з яким підписав контракт до кінця сезону. Під час своєї презентації Рачич сказав, що мав пропозиції з Чорногорії, але наступним пунктом призначення для своєї кар'єри він обрав Албанію. Під час того літнього трансферного вікна «Партизані» здійснив 32 трансфери, стало є рекордом в албанському футболі.
24 серпня 2014 року Рачич дебютував за «Партизані» у першому турі албанської Суперліги 2014/15 проти «Лачі», де він забив єдиний гол своєї команди, принісши нічию 1:1. 11 вересня 2014 року він заробив пенальті на 90-й хвилині у ворота «Шкендербеу», який успішно реалізував Емільяно Віла. Завдяки цьому «Партизані» зміг здобути перемогу з рахунком 1:0 на стадіоні «Кемаль Стафа», здобувши першу перемогу в сезоні після нічиєї з «Лачі» та поразки від «Аполонії».
14 вересня Рачич забив свій другий гол у сезоні, зі штрафного удару на 88-й хвилині, допомігши «Партизані» здобути перемогу з рахунком 1:0 проти «Кукесі» на стадіоні «Зекір Імері». П'ять днів по тому, у матчі 4-го туру проти «Теути», Рачич забив свій третій гол у чемпіонаті, а також зробив результативний пас Астріта Фазліу, завдяки чому його команді виграла 2:0. Це була третя поспіль перемога клубу в чемпіонаті. Шість днів по тому Рачич зіграв у першому тиранському дербі проти «Тирани», яке завершилося безгольовою нічиєю. Наприкінці вересня Рачича було названо гравцем місяця Албанської Суперліги.
Він продовжив свою солідну гру, забивши єдиний гол у матчі 9-го туру проти «Ельбасані», де також заробив пенальті, який не реалізував Емільяно Віла. Він завершив перший етап чемпіонаті з чотирма голами у дев'яти матчах, а «Партизані» завершив його з 18 очками, розділивши перше місце з «Тираною». Після матчу, коли Рачич запитав про образи вболівальників на адресу своєї країни, Сербії, він сказав: «Мені було трохи сумно, але я знаю, що вони не були проти мене. Вони найкращі вболівальники в албанській Суперлізі, і вони завжди підтримували нас, як коли ми граємо вдома, так і коли ми граємо на виїзді». Загалом у дебютному сезоні він забив 14 голів у 33 іграх чемпіонату, ставши другим найкращим бомбардиром Суперліги.
15 червня 2015 року Рачич домовився про продовження контракту з «Партизані» до 30 червня 2016 року. 14 березня наступного року, в матчі проти претендента на титул «Шкендербеу», Рачич забив перший гол на 20-й хвилині, а також не реалізував пенальті в другому таймі, в результаті чого гра закінчилась внічию 1:1, і клуб Рачича втратив можливість скоротити відставання у боротьбі за титул. В підсумку він забив цього сезону лише 6 голів, але став з командою віцечемпіоном Албанії.

### Подальша кар'єра
У сезоні 2026/17 Рачич грав за грецьку «Трикалу» та мальтійський «Пембрук Атлета», а у липні 2017 року повернувся сербської Суперліги, ставши гравцем «Бачки». Він розпочав сезон 22 липня, зігравши перший тайм виїзного матчу проти «Спартака» (Суботиця), який завершився поразкою з рахунком 1:2. Після п'яти матчів без забитих м'ячів Рачич розірвав контракт, щоб повернутися до Албанії, де ним були зацікавлені кілька клубів вищого дивізіону.
1 вересня 2017 року Рачич повернувся до Албанії, підписавши річний контракт з новачком вищого дивізіону, клубом «Камза». Він дебютував у складі нової команди через 8 днів у першому матчі проти «Кукесі», який завершився виїзною поразкою з рахунком 0:1. Він відкрив свій бомбардирський рахунок 13 вересня, забивши гол у матчі «Ілірією» (2:0) у першому матчі Кубка Албанії 2017/18. «Камза» зрештою вийшла до наступного раунду, вигравши за сумою двох матчів 7:1. Його перший результативний внесок у чемпіонаті відбувся у 4-му турі, де він забив пенальті у ворота «Теути», врятувавши свою команду від поразки. Одинадцять днів по тому у грі проти «Луфтетарі» Рачич забив дубль, в тому числі забивши пенальті на останній хвилині, принісши «Камзі» їхню першу перемогу в чемпіонаті. Він заробив пенальті після того, як його вдарив у живіт воротар «Люфтетарі» Фестім Мірака, який отримав червону картку.
2 грудня в матчі проти «Теути» Рачич забив єдиний гол у матчі — ударом з льоту з-за меж штрафної зони. Загалом за сезон Стеван забив 8 голів у 28 іграх чемпіонату, чим допоміг команді посісти 7 місце і зберегти прописку в еліті.
Після цього Рачич повернувся на батьківщину, де і завершив ігрову кар'єру у нижчолігових сербських клубах «ЧСК Пивара» та «Герцеговац» (Гайдобра).

## Статистика
| Сезон                      | Клуб                       | Чемпіонат                  | Чемпіонат | Чемпіонат | Кубок  | Кубок | Кубок | Єврокубки | Єврокубки | Єврокубки | Інше   | Інше | Інше  | Всього | Всього |
| Сезон                      | Клуб                       | Турнір                     | Ігор      | Голів     | Турнір | Ігор  | Голів | Турнір    | Ігор      | Голів     | Турнір | Ігор | Голів | Ігор   | Голів  |
| -------------------------- | -------------------------- | -------------------------- | --------- | --------- | ------ | ----- | ----- | --------- | --------- | --------- | ------ | ---- | ----- | ------ | ------ |
| 2006-2007                  | «Обилич» (Белград)         | 1Л                         | ?         | ?         | КС     | 0     | 0     | -         | -         | -         | -      | -    | -     | 0+     | 0+     |
| 2007-2008                  | «Явор» (Іваниця)           | 1Л                         | 29        | 6         | КС     | 0     | 0     | -         | -         | -         | -      | -    | -     | 29     | 6      |
| 2008-2009                  | «Явор» (Іваниця)           | СЛ                         | 23        | 8         | КС     | 0     | 0     | -         | -         | -         | -      | -    | -     | 23     | 8      |
| 2009-лют. 2010             | «Теджон Сітізен»           | KL                         | 13        | 0         | CC     | 0     | 0     | -         | -         | -         | -      | -    | -     | 13     | 0      |
| лют.-чер. 2010             | «Явор» (Іваниця)           | СЛ                         | 12        | 3         | КС     | 0     | 0     | -         | -         | -         | -      | -    | -     | 12     | 3      |
| 2010-січ. 2011             | «Волинь»                   | ПЛ                         | 4         | 0         | КУ     | 0     | 0     | -         | -         | -         | -      | -    | -     | 4      | 0      |
| січ.-чер. 2011             | «Персіс Соло»              | ІСЛ                        | ?         | ?         | КІ     | 0     | 0     | -         | -         | -         | -      | -    | -     | 0+     | 0+     |
| 2011-січ. 2012             | «Ягодина»                  | СЛ                         | 0         | 0         | КС     | 0     | 0     | -         | -         | -         | -      | -    | -     | 0      | 0      |
| січ.-чер. 2012             | «Напредак»                 | 1Л                         | 14        | 5         | КС     | 0     | 0     | -         | -         | -         | -      | -    | -     | 14     | 5      |
| 2012-2013                  | «Челік» (Никшич)           | ПЛ                         | 27        | 12        | КЧ     | 3     | 0     | -         | -         | -         | -      | -    | -     | 30     | 12     |
| 2013-ссіч. 2014            | «Челік» (Никшич)           | ПЛ                         | 10        | 3         | КЧ     | 1     | 0     | ЛЄ        | 2         | 0         | -      | -    | -     | 13     | 3      |
| Усього за «Челік» (Никшич) | Усього за «Челік» (Никшич) | Усього за «Челік» (Никшич) | 37        | 15        |        | 4     | 0     |           | 2         | 0         |        | -    | -     | 43     | 15     |
| січ.-чер. 2014             | «Явор» (Іваниця)           | СЛ                         | 11        | 1         | КС     | 0     | 0     | -         | -         | -         | -      | -    | -     | 11     | 1      |
| Усього за «Явор» (Іваниця) | Усього за «Явор» (Іваниця) | Усього за «Явор» (Іваниця) | 75        | 18        |        | 0     | 0     |           | -         | -         |        | -    | -     | 75     | 18     |
| 2014-2015                  | «Партизані»                | СЛ                         | 33        | 14        | КА     | 1     | 0     | -         | -         | -         | -      | -    | -     | 34     | 14     |
| 2015-2016                  | «Партизані»                | СЛ                         | 25        | 6         | КА     | 4     | 1     | ЛЄ        | 2         | 0         | -      | -    | -     | 31     | 7      |
| Усього за «Партизані»      | Усього за «Партизані»      | Усього за «Партизані»      | 58        | 20        |        | 5     | 1     |           | 2         | 0         |        | -    | -     | 65     | 21     |
| лип.-лис. 2016             | «Трикала»                  | ФЛ                         | 1         | 0         | КГ     | 0     | 0     | -         | -         | -         | -      | -    | -     | 1      | 0      |
| січ.-чер. 2017             | «Пембрук Атлета»           | ПЛ                         | 14        | 6         | КМ     | 2     | 2     | -         | -         | -         | -      | -    | -     | 16     | 8      |
| лип.-вер. 2017             | «Бачка»                    | СЛ                         | 5         | 0         | КС     | 0     | 0     | -         | -         | -         | -      | -    | -     | 5      | 0      |
| 2017-2018                  | «Камза»                    | СЛ                         | 28        | 8         | КА     | 3     | 1     | -         | -         | -         | -      | -    | -     | 31     | 9      |
| Всього                     | Всього                     | Всього                     | 249       | 72        |        | 14    | 4     |           | 4         | 0         |        | -    | -     | 267    | 76     |